# Abu Kigab
Abu Haef Kigab (Khartum, 3 novembre 1998) è un cestista sudanese con cittadinanza canadese.

## Carriera
Con il Canada ha disputato i Campionati americani del 2022.